# El Peligro (La Plata)
El Peligro es una localidad del partido de La Plata, en el noreste de la provincia de Buenos Aires, Argentina. Se encuentra a 22 km del centro de la ciudad, y a 45 km de Buenos Aires.

## Población
Tiene una población de 1,862 habitantes (Indec, 2001).

## Características
Fue fundado en el año 1874, ocho años antes de la fundación de la Ciudad de La Plata.[cita requerida]
Limita con Buchanan, Abasto, Arturo Seguí y Melchor Romero, como así también con el partido de Berazategui.

## Accesos
Sus accesos principales desde la Ciudad de Buenos Aires lo constituyen la Autovía 2 (ex Ruta Nacional 2) y la Ruta Provincial 36. La Autovía 2 empalma con la Ruta Provincial 36 (en el vecino partido de Berazategui), la cual permite llegar desde la Ciudad de Buenos Aires utilizando una única ruta. Aunque otra opción más rápida es tomar la Autopista Ricardo Balbín (más conocida como Autopista Buenos Aires - La Plata) hasta el "km 31", luego tomar la Ruta Nacional A004 hasta retomar la Ruta Provincial 36.
Sus accesos principales desde la ciudad de La Plata también los constituyen la Autovía 2 (ex Ruta Nacional 2) y la Ruta Provincial 36 (Calle 191); a las cuales se acceden principalmente por la Ruta Provincial 13, que también se denomina Avenida 520 y por la Ruta Provincial 215 (ex Ruta Nacional 215), también llamada Avenida 44.
Una de las vías de acceso secundarias es la ex Ruta Provincial 19 (Avenida Arana), que la comunica con Villa Elisa, otro barrio de La Plata.

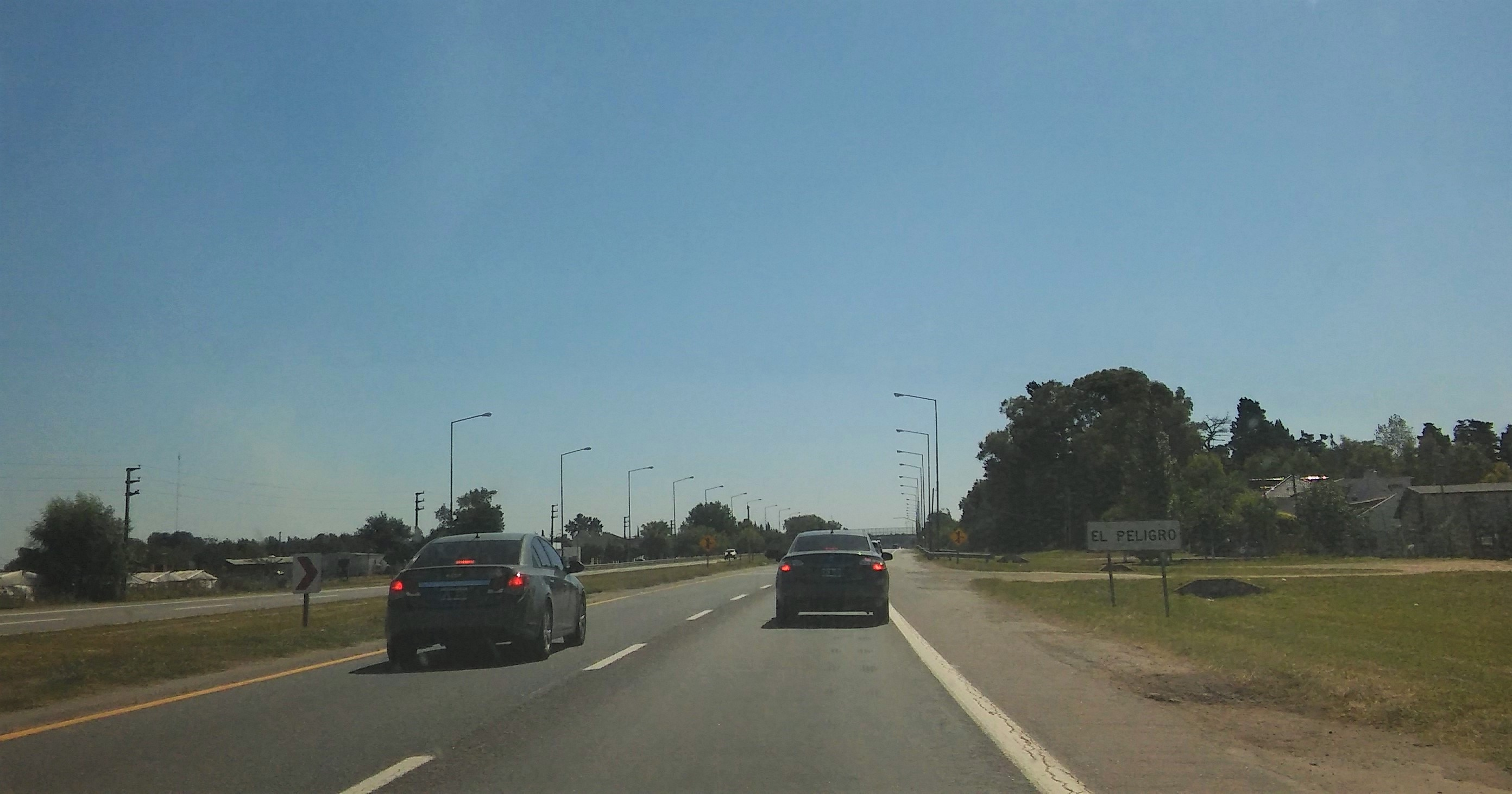
Entrada a la localidad de El Peligro desde la Ruta Provincial 2.

## Servicios
- El suministro eléctrico está a cargo de EDELAP, el servicio telefónico, internet y suministro de gas están a cargo de una cooperativa con sede en El Pato, Berazategui. No hay servicio de agua corriente. El servicio de telefonía móvil está disponible a través de cuatro operadores: Movistar, Claro, Personal y Nextel S.A..En la actualidad se logró tener un servicio de telefonía móvil por intermedio de la Cooperativa Tres Límites, (Ubicada en El Pato -Berazategui-) . El transporte público que conecta esta localidad con su cabecera La Plata es brindado por la empresa 9 de julio línea 215 Oeste, mientras que la empresa Primera Junta línea 324 ramal 5 conecta a los pobladores de esta localidad con localidades tales como Gutiérrez, Cruce de Varela, Quilmes Oeste, Quilmes centro, Bernal y Don Bosco. La salud está a cargo del centro municipal n.º 24, también cuenta con un destacamento policial que depende de la comisaría 7 de Abasto. Cuenta con delegación municipal y una sociedad de fomento llamada Río de la Plata.

Además tiene una pintoresca Capilla, iniciada en el año 1960, bajo la advocación de "Ntra. Sra. de Fátima" actualmente denominada "María Auxilio de los cristianos", donde se desarrollan actividades sacramentales y catequísticas.

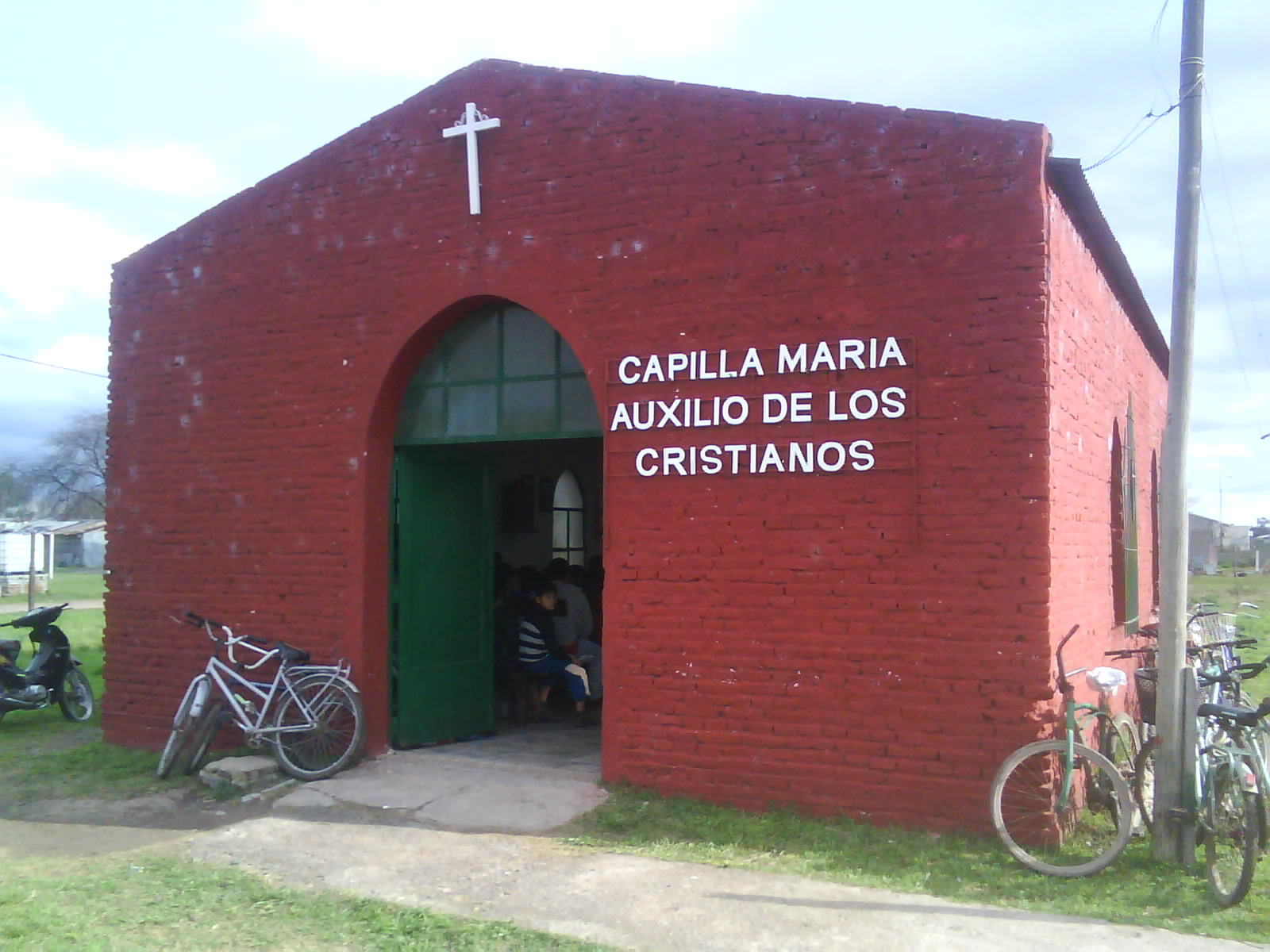
Fachada
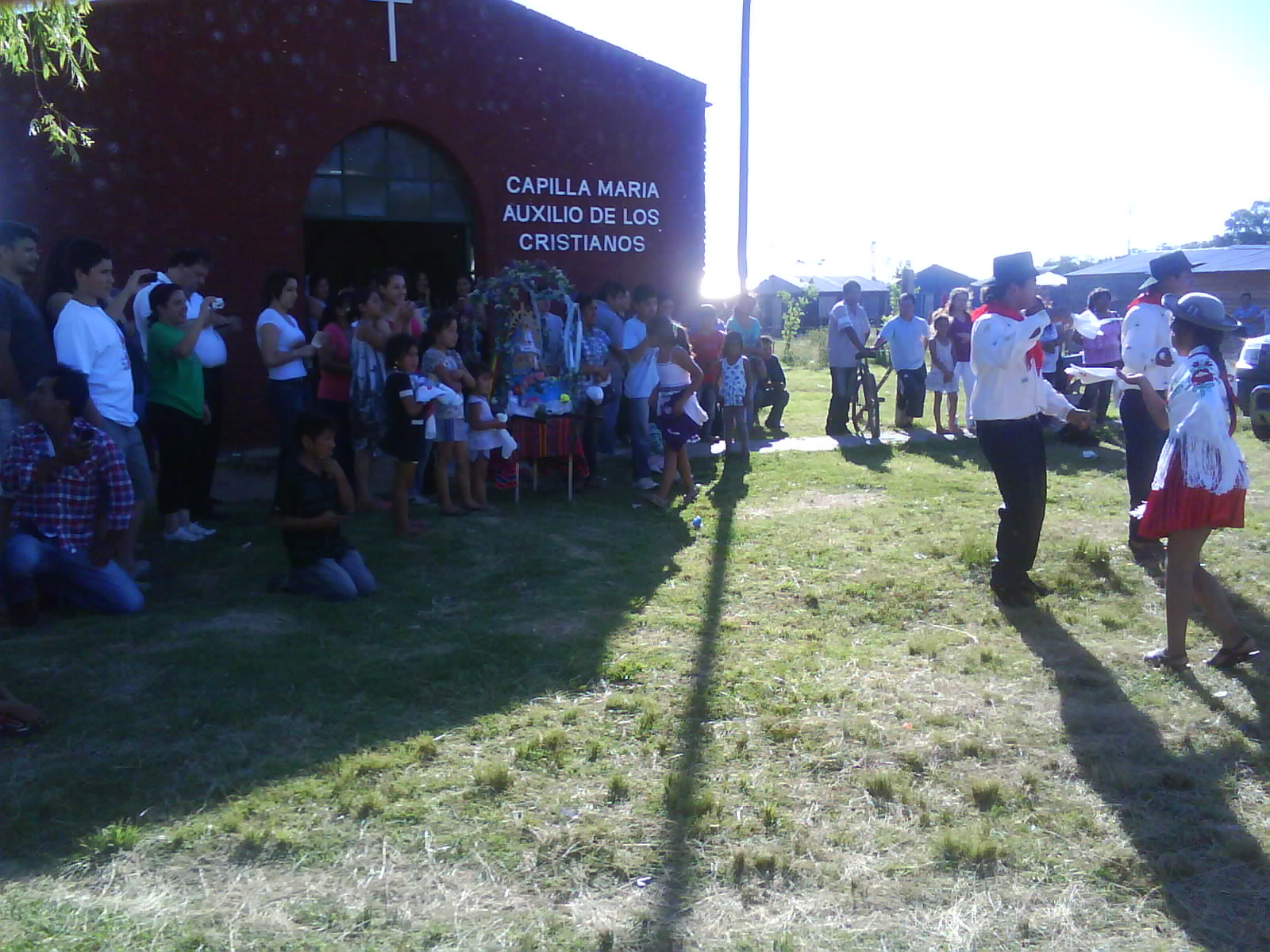
Celebración

## Autódromo

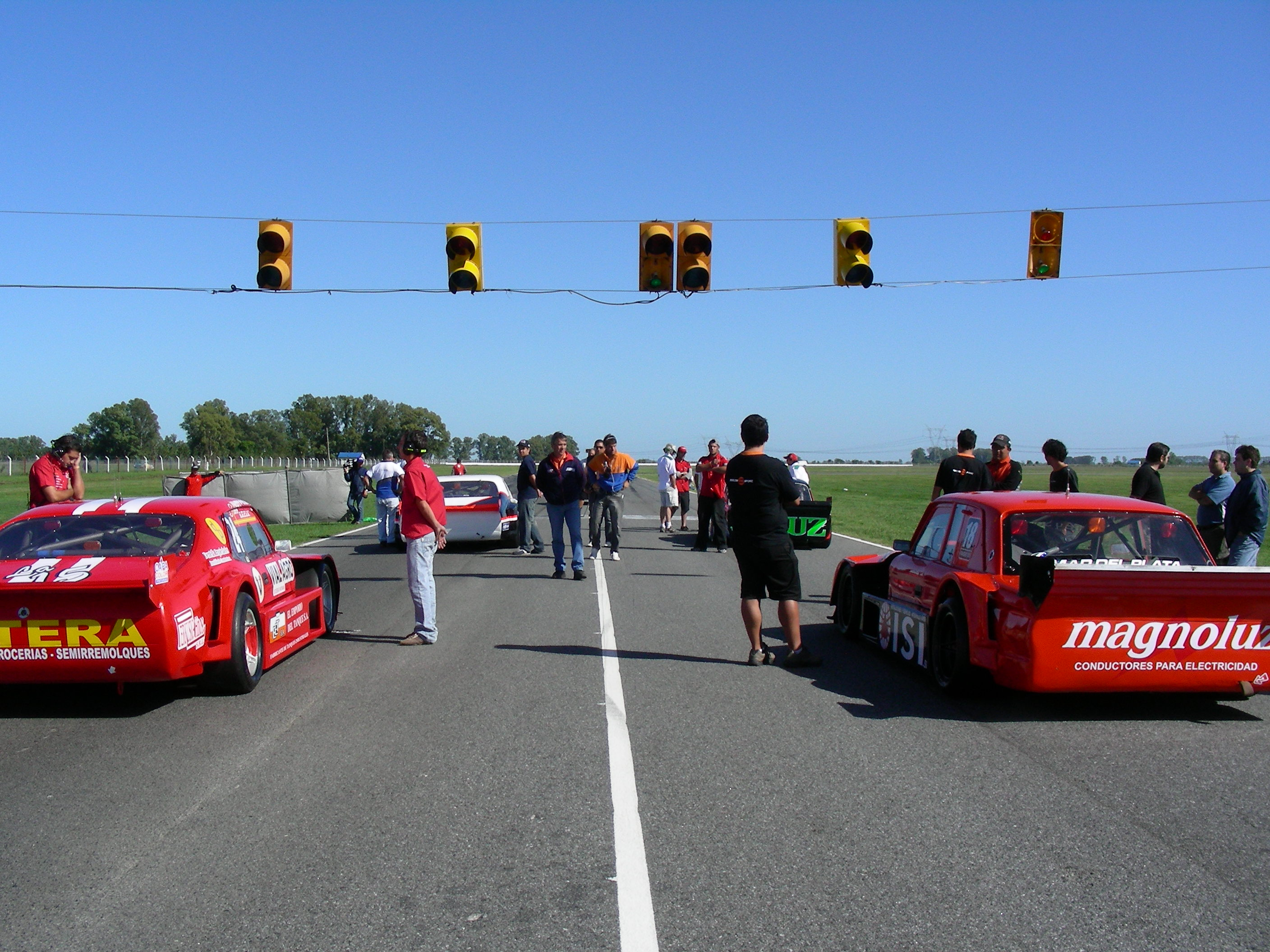
Grilla de largada. Final del TC.

El automovilismo también tiene su importancia en la ciudad de la mano del Turismo Carretera. Para esta competición cuenta con un autódromo denominado Roberto José Mouras en honor al histórico piloto de Chevrolet fallecido en Lobos en 1992.

## Escuelas Nivel Inicial
- Jardín de Infantes N°959 "MADRE TERESA DE CALCUTA". Se encuentra ubicada a la altura del km 44,500 de la Autovía 2.
- Jardín de Infantes N°945 . Localizado a la altura del km 44 de la Ruta Provincial 36.

Es un Jardín que aún no cuenta con edificio propio, se encuentra funcionando en un aula de la escuela N.º 49 (EP N.º 49).

## Escuelas primarias
- Escuela N°123 "Estados Unidos de Brasil", que se encuentra a la altura del km 44,500 de la Autovía 2.
- Escuela N°49 "José Hernández", localizado a la altura del km 44 de la Ruta Provincial 36.

## Escuela Secundaria
- Escuela Educación Secundaria N.º 72. Ubicada a la altura del km. 44,500 de la Autovía 2.

## Actividades económicas

### Primarias
Se destacan las actividades de floricultura, fruticultura, horticultura y avicultura, El Peligro es considerado la Capital Provincial del Huevo.

### Secundarias
No cuenta con fábricas importantes.

### Terciarias
Si bien cuenta con actividad comercial, la misma no es demasiado activa.

## Sismicidad
La región responde a las subfallas «del río Paraná», y «del río de la Plata», y a la falla de «Punta del Este», con sismicidad baja; y su última expresión se produjo el 30 de noviembre de 2018 (6 años), a las 10:27 UTC-3, con una magnitud de 3,8 en la escala de Richter.